# Han Geng

Han Geng (Chinês simplificado: 韩庚; Em coreano: 한경 ou Hankyung, nascido em Mudanjiang na província Heilongjiang, localizada ao nordeste da China, dia 9 de fevereiro de 1984) é um cantor e ator chinês, antigo membro da boy group sul-coreana Super Junior, que hoje em dia segue carreira solo.
Em 2009 foi oficializado o acordo judicial entre Han Geng e a SM Entertainment. Ele estava exausto e sobrecarregado das atividades, mesmo passando por severos problemas de saúde como gastrite, resultado dos fatores apresentados durante o processo. Ele deixou a empresa no final do ano de 2009, começando sua carreira solo na China em 2010.